# Питсанyлок
Питсанyлок (тај. พิษณุโลก) је главни град провинције Питсанyлок у централном региону Тајланда. Налази се 377 километара северно од Бангкока и припада његовом ширем подручју.
Године 2019. град је имао 66.106 становника, и по томе је други највећи град провинције.

## Становништво
| Година       |
| Становништво |
| ------------ |